# Arthur Zeller
Arthur Zeller (* 1947; † 12. November 2013) war ein Schweizer Rechtsanwalt, Aargauer Kantonspolitiker (FDP) und Bankrat.

## Biografie
Zeller, der 1975 das Anwaltspatent erhielt, 1976 dem Aargauischen Anwaltsverband beitrat und sein Büro an seinem Wohnort Klingnau führte, war von 1991 bis 1996 Präsident der FDP-Kantonalsektion Aargau. 
Ab 1995 war er Mitglied des Bankrates der Aargauischen Kantonalbank, die letzten sechs Jahre ab 2005 dessen Präsident, bis zu seinem Ausscheiden per Ende September 2012 wegen der Amtszeitbeschränkung auf 16 Jahre. Der Bankrat ist das oberste Aufsichtsgremium der Kantonalbank und wird für eine Amtszeit von jeweils vier Jahren vom Grossen Rat, dem Kantonsparlament, gewählt. Deutlich unterlegene Gegenkandidatin Zellers war 2005 seine Parteikollegin Corina Eichenberger. Sein Nachfolger wurde am 1. Oktober 2012 mit Dieter Egloff wiederum ein Freisinniger. Während Zellers Amtszeit stieg die Bilanzsumme der AKB von 8 auf über 20 Milliarden Schweizer Franken, der Bruttogewinn verdreifachte sich auf über 200 Millionen Franken, die Gewinnablieferung an den Kanton stieg von 5 auf 64 Millionen Franken.